# (10444) de Hevesy
(10444) de Hevesy (3290 T-2) – planetoida z grupy pasa głównego asteroid okrążająca Słońce w ciągu 5,68 lat w średniej odległości 3,18 j.a. Odkryta 30 września 1973 roku.